# Bündnis 90
Bündnis 90 var ett östtyskt politiskt parti grundat i samband med demokratiseringen 1989/1990. Det kom att representeras i det östtyska parlamentet, Volkskammer, till följd av valet 1990. Efter Tysklands återförening på hösten samma år gick partiet ihop med det västtyska miljöpartiet Die Grünen och bildade Allians 90/De gröna (tyska: Bündis 90/Die Grünen).